# Delphinium bakeri
Delphinium bakeri is een plant uit de ranonkelfamilie (Ranunculaceae). Joseph Ewan beschreef de soort in 1942 op basis van typemateriaal dat Milo Baker in 1939 verzamelde in Coleman Valley in Sonoma County (Californië). De plant is naar Baker vernoemd.
Het is een overblijvende, kruidachtige, rechtopgaande, tot circa 65 cm hoge plant. De plant heeft vlezige wortels en holle stengels. De ondiep vijflobbige, groene bladeren verschijnen voornamelijk langs het bovenste derde deel van de stengels. De bladrand heeft afgeronde tanden. In tegenstelling tot bij andere soorten uit hetzelfde geslacht, verdorrend de bladeren niet tijdens de bloei.
De plant bloeit in april en mei. De plant heeft langwerpige, losse bloeiwijzen. De individuele bloemen zijn onregelmatig van vorm. De kelkbladeren zijn opvallend, donkerblauw tot paars. Het achterste kelkblad is verlengd in een spoor. De kroonbladeren zijn onopvallend en staan in twee paar. Het onderste paar is langwerpig en blauwpaars. Het bovenste paar is asymmetrisch en wit. De plant is zelffertiel, maar heeft bestuivers nodig om goed zaden te vormen. In het wild wordt de bestuiving verzorgd door hommels en kolibries. De plant vormt na bevruchting veelzadige vruchten die bij rijping aan een zijde opensplijten.
De plant is endemisch in Californië, waar deze in het wild alleen nog maar voorkomt in een enkele kleine populatie langs een weg in het noorden van Marin County, zo'n tien kilometer ten oosten van Tomales Bay in de buurt van Point Reyes Station. Voorheen kwam de plant voor in Coleman Valley in zuidelijk Sonoma County en in noordelijk Marin County in de buurt van de stad Tomales.
De plant is verdwenen in zijn voormalige verspreidingsgebied door het omzetten van natuur in landbouwgronden. De plant wordt bedreigd door bermbeheer, grazen van herten en knaagdieren, invasieve plantensoorten, een lage genetische diversiteit (genetische bottleneck) en het weghalen van planten uit de natuur door verzamelaars. In 2005 werd de enige bekende populatie van de plant gedecimeerd van zo’n honderd planten tot zes door zes werklieden met een graafmachine.
In de Verenigde Staten maakt de plant deel uit van de CPC National Collection of Endangered Plants. Namens het Center for Plant Conservation houdt de University of California Botanical Garden zich bezig met de bescherming van de plant.

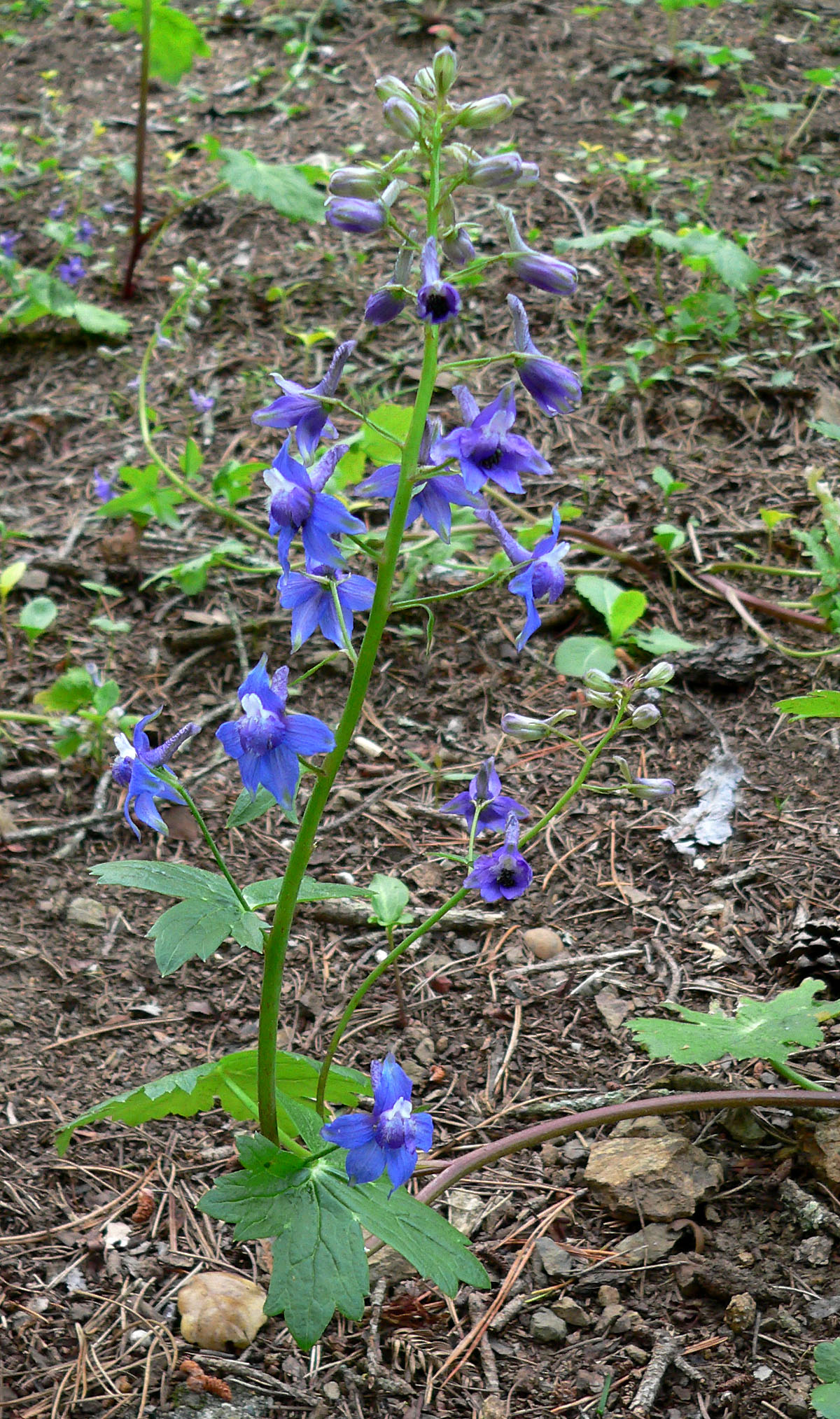
Plant in de Regional Parks Botanic Garden in Berkeley (Californië)
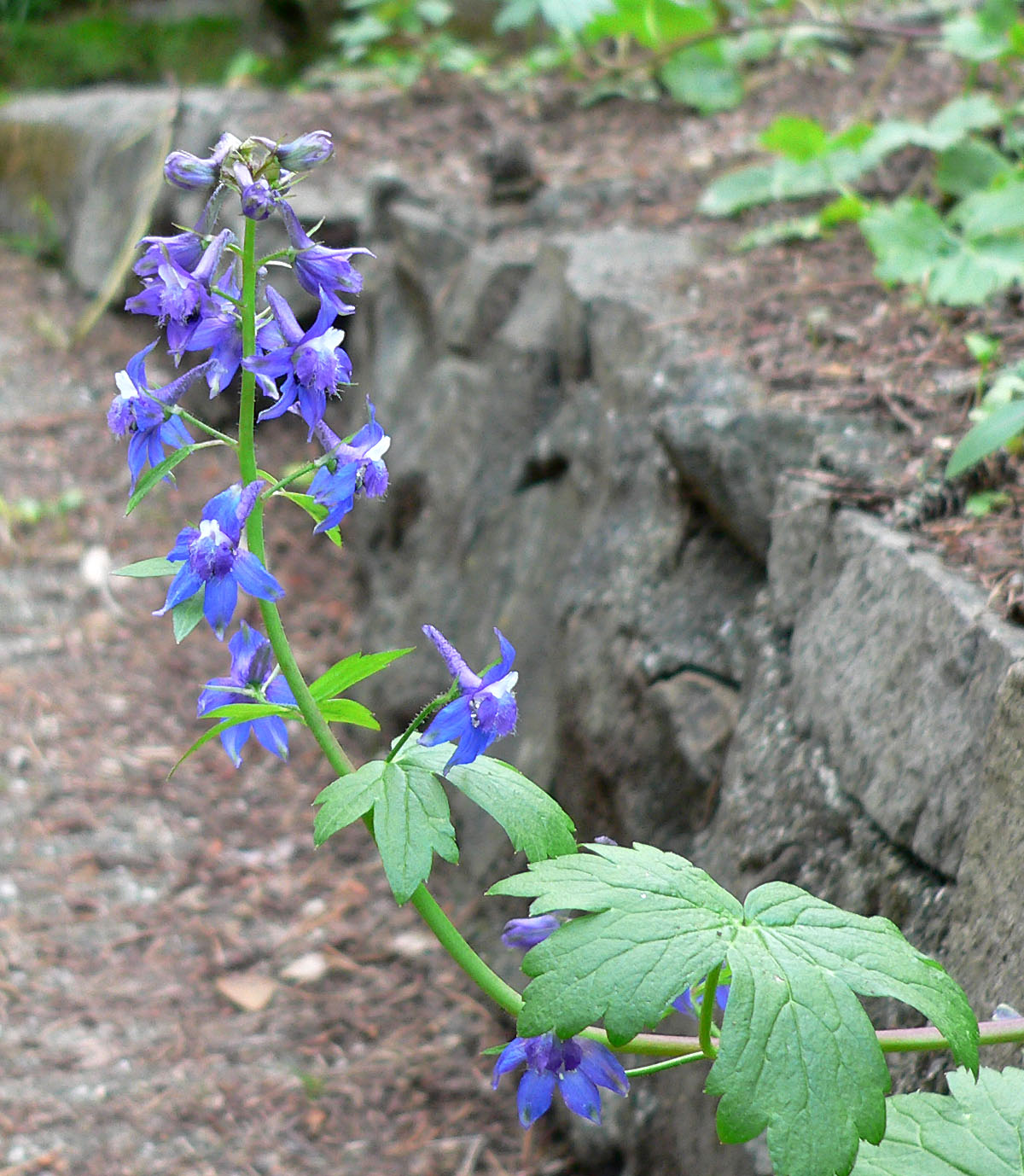
Bloeiwijze